# Grünstadt
Grünstadt är en stad i Landkreis Bad Dürkheim i förbundslandet Rheinland-Pfalz i Tyskland.